# الجافورة
الجافورة  هِيَ إحدى قُرى مُحافظة الأحساء في المِنطقة الشرقيَّة في المَملكة العربيَّة السعوديَّة. تقع وسط الكثبان الرملية جنوب منطقة رميلة.

## أصل التسمية
جاءت التسمية من طبيعة الرمال وهي عبارة عن نُقَر متتابعة ولفظا النقرة والجفرة متقاربان في المعنى.
تمثل «الجافورة» الجزء الجنوبي من منطقة رميلة الواقعة جنوب الأحساء والعقير، والتي يبلغ طولها نحو 270 كيلومتراً، ويتراوح عرضها ما بين 50 و120 كيلومتراً، وتبلغ مساحتها نحو 27 ألف كيلومتر مربع، وكثبانها في أطرافها الجنوبية هلالية الشكل، ورمالها بيضاء اللون خشنة ملحية، وتتميز بحركة رمالها وزحفها، وتوجد موارد المياه وسط الرمال.

## الموقع
تقع الجافورة جنوب شرق مدينة الهفوف وشمال غرب سلوى، وتبعد عن محافظة الأحساء مسافةَ 93 كيلومترًا، وعن العاصمة الرياض مسافة 400 كيلومترًا، وعن الدوحة عاصمة قطر مسافة 152 كيلومترًا.

## وصف المنطقة
وصف المؤرخ البريطاني لوريمر منطقة الجافورة في كتابه “دليل الخليج" «أن المقيمين بالجافورة لا يتناولون من الشراب في الصحراء سوى ألبان إبلهم، حتى إنهم يطبخون بها الأرز، و إن اضطروا لشرب الماء من الآبار فإنهم يخلطونه بالتمر المجفف حتى يصبح طعمه مقبولًا».

## تاريخ
في آخر يوم من شهر رجب عام 1319، اتخذ الملك عبدالعزيز قرار التخفي في الأطراف الشمالية من رمال الجافورة، وعانى الملك ورفاقه محنة قاسية لقلة آبارها ومرارة مياهها وشح مراعيها ونظامها الغذائي القاسي الذي يفرضه الواقع عليهم، وقد أقام بها خمسين يومًا قبل المسير للرياض لاستعادتها.

## النقل
يمر شرق القرية طريق الهفوف - سلوى